# Jan Kożuchowski
Jan Kożuchowski (ur. 19 maja 1911 w Łodzi, zm. 29 września 1994 w Warszawie) – polski elektroenergetyk, profesor zwyczajny Politechniki Warszawskiej.

## Życiorys
Urodził się w rodzinie Bronisława, naczelnika ruchu w Dojazdowej Komunikacji Tramwajowej w Łodzi, i Jadwigi z Wąsowskich. Uczył się w klasie o kierunku matematyczno-przyrodniczym w Państwowym Gimnazjum im. Jędrzeja Śniadeckiego w Pabianicach, i działał w Związku Harcerstwa Polskiego. W 1931 zdał egzamin dojrzałości i rozpoczął studia w warszawskiej Wyższej Szkole Handlowej, od 1932 równocześnie rozpoczął studia w Oddziale Prądów Silnych Wydziału Elektrycznego Politechniki Warszawskiej. Podczas studiów był zaangażowany w działalność Katolickiego Stowarzyszenia Młodzieży Akademickiej „Odrodzenie”. W 1936 uzyskał dyplom ukończenia Wyższej Szkoły Handlowej, a w 1938 po ukończeniu studiów na Politechnice Warszawskiej został inżynierem elektrykiem. Od stycznia 1938 pracował jako inżynier w Fabryce Aparatów Elektrycznych Kazimierza Szpotańskiego, a od marca 1938 był kierownikiem warsztatów mechanicznego i elektrycznego w firmie Elis w Warszawie.
Podczas mobilizacji po wybuchu II wojny światowej zgłosił się ochotniczo do wojska i został wcielony i walczył w szeregach 3 Baonu Przeciwpancernego Generalnego Inspektoratu Sił Zbrojnych, po przekroczeniu 18 września 1939 granicy polsko-rumuńskiej został internowany w obozie w Turnu-Severin, z którego zbiegł. Przez Jugosławię dostał się do Francji, gdzie w grudniu 1939 wstąpił do 6 Pułku Piechoty 2 Dywizji Strzelców Pieszych. Ukończył szkołę podoficerską i w randze kaprala dowodził drużyną kompanii szturmowej. Walczył na wzgórzach Clos du Doubs oraz w Wogezach, po zawieszeniu broni przez Francję w czerwcu 1940 został internowany w Szwajcarii. Trzy miesiące później znalazł się w wojskowym obozie uniwersyteckim w Winterthur, gdzie jako asystent prof. Schredera prowadził ćwiczenia, a następnie wykłady z fizyki dla pozostałych internowanych. W 1941 rozpoczął przewód doktorski pod kierunkiem prof. Bruno Bauera i pod nadzorem prof. Saksera, równolegle kierował grupą na Wydziale Budowy Maszyn i Elektrotechniki Politechniki Federalnej w Zurychu. W 1945 nostryfikował dyplom i obronił pracę, 10 maja 1946 uzyskał stopień doktora nauk technicznych na Politechnice w Zurychu. Ukończył w Szwajcarii szkołę podchorążych i został plutonowym, po obronie doktoratu wyjechał do Francji, gdzie został zdemobilizowany.
Na zaproszenie prof. Kazimierza Drewnowskiego odwiedził Ośrodek Wyższych Studiów Polskich w Brukseli, a następnie powrócił do Polski. Początkowo pracował jako radca w Departamencie Energetyki Ministerstwa Przemysłu Ciężkiego, od października 1946 przez pięć lat był specjalistą w Centralnym Zarządzie Energetyki. Równocześnie został kierownikiem-organizatorem Katedry Gospodarki Elektrycznej na Wydziale Elektrycznym Politechniki Wrocławskiej. W 1949 zorganizował zespół inżynierów i studentów, który wykonywał analizy i projekty z dziedziny automatyki elektrowni i sieci, badań, analiz i obliczeń sieciowych. Podjął działania nad stworzeniem laboratorium i aparatury do prowadzenia badań. W 1950 został profesorem nadzwyczajnym Politechniki Wrocławskiej, od 1954 kierował Katedrą Układów Elektroenergetycznych. Od października 1956 do stycznia 1959 był równolegle dyrektorem ds. naukowych resortowego Instytutu Energetyki w Warszawie, w obu ośrodkach prowadzono badania nad systemem energetycznym i jego automatyzacją. W 1962 dzięki staraniom Jana Kożuchowskiego Zakład Elektroenergetyki Politechniki Wrocławskiej został przekształcony w Instytut Automatyki Systemów Energetycznych (IASE), który podlegał Ministrowi Szkolnictwa Wyższego, on sam został jego pierwszym dyrektorem. Zespół współpracowników stał się szkołą naukową „Kompleksowego Badania Systemów Elektroenergetycznych”, gdzie opracowano układ automatycznej regulacji częstotliwości i mocy czynnej. W latach 1960/1961 był dziekanem Wydziału Elektrycznego Politechniki Wrocławskiej, od 1963 kierował Katedrą Systemów Energetycznych. W 1961 otrzymał nominację na profesora zwyczajnego, w 1970 zrezygnował z kierowania IASE pozostając przewodniczącym Rady Naukowej. W 1971 zgodnie z własną prośbą otrzymał przeniesienie do Instytutu Elektroenergetyki Zakładu Sieci i Systemów Elektroenergetycznych Politechniki Warszawskiej, rok później utworzył tam Zespół Informatyki Energetycznej oraz nową specjalizację „Informatyka, sterowanie i zarządzanie w elektroenergetyce”, kierował nimi do przejścia na emeryturę. Opracowany przez Jana Kożuchowskiego program specjalizacji był realizowany przy pomocy Zjednoczenia Przemysłu Automatyki i Aparatury Pomiarowej MERA i we współpracy z Polskim Towarzystwem Cybernetycznym (PTC). W 1981 przeszedł na emeryturę.
Dwukrotnie żonaty. W 1946 ożenił się z Zofią Bezdzik (1910–1976) i miał z nią dwóch synów: Wojciecha, mgra inż. elektryka, dyrektora APP (Automation & Consulting) i Andrzeja, mgra inż. elektryka, długoletniego pracownika Centrum Informatyki Energetyki i Polskich Sieci Elektroenergetycznych w Warszawie. Powtórnie ożenił się w 1978 ze Stanisławą Nowak.
Zmarł 29 września 1994 w Warszawie, pochowany na cmentarzu parafialnym we Włochach (sektor C3-4-13).

## Członkostwo
- członek Komitetu Elektrotechniki PAN w I kadencji (1952–1958),
- członek Komitetu Energetyki PAN,
- członek Komitetu Automatyki i Cybernetyki PAN,
- członek Komitetu Elektryfikacji Polski PAN,
- członek Polskiego Komitetu Automatyki i Pomiarów NOT (prezes w latach 1961–1971),
- członek zwyczajny Wrocławskiego Towarzystwa Naukowego, organizator, a następnie przewodniczący,
- organizator i przewodniczący Oddziału Wrocławskiego Polskiego Towarzystwa Cybernetycznego (1961–1972),
- wiceprezes (1972–1980) i prezes (1981) Zarządu Głównego PTC oraz Członek Honorowy PTC,
- członek Komisji Głównej Automatyzacji, Sterowania i Pomiarów przy KNiT,
- członek Rady Głównej ds. Gospodarki Paliwowo-Energetycznej,
- ekspert w Stałej Komisji Energetycznej RWPG.
- członek i działacz Stowarzyszenia Elektryków Polskich,
- członek Zarządu Głównego SEP (1950–1953).
- działacz Polskiego Towarzystwa Elektrotechniki Teoretycznej i Stosowanej (PTETiS),
- członek Głównej Komisji Rewizyjnej PTETiS (1963–1966, 1974–1992), przewodniczący Głównej Komisji Rewizyjnej (1966–1974). Od 1986 Członek Honorowy PTETiS.

## Ordery i odznaczenia
- Order Sztandaru Pracy I klasy (1964)
- Krzyż Kawalerski Orderu Odrodzenia Polski (1956)
- Medal 10-lecia Polski Ludowej (5 maja 1955)[6]
- Medal Komisji Edukacji Narodowej (1977)
- Medal Zwycięstwa Polskich Sił Zbrojnych na Zachodzie (za udział w bitwach pod Saint Hippolite i Maiche) (1945)
- Medal im. prof. Mieczysława Pożaryskiego (1978)[7]
- Odznaka 1000-lecia Państwa Polskiego (1965)
- Złota Odznaka Honorowa NOT (1966)
- Złota Odznaka „Zasłużony dla Dolnego Śląska” (1972)

## Nagrody
- Nagroda Państwowa II stopnia (zespołowa) za opracowanie analizatorów dla potrzeb energetyki (1952)[8]